# José Luís da Rosa
José Luís da Rosa Varela, né le 9 mars 1958, est un ancien arbitre uruguayen de football.

## Carrière
Il a officié dans des compétitions majeures : 
- Coupe du monde de football des moins de 17 ans 1995 (3 matchs)
- Coupe du monde de football des moins de 20 ans 1997 (3 matchs)
- Coupe CONMEBOL 1998 (finale aller)
- Recopa Sudamericana 1998 (match aller)